# Scirpus congdonii
Scirpus congdonii är en halvgräsart som beskrevs av Nathaniel Lord Britton. Scirpus congdonii ingår i släktet skogssävssläktet, och familjen halvgräs. Inga underarter finns listade i Catalogue of Life.